# Ish Smith
Ishmael Larry Smith (Charlotte, 1988. július 5. –) amerikai kosárlabdázó. Egyetemen a Wake Forest Demon Deacons játékosa volt, ahol beválasztották a második All-ACC csapatba és az iskola történetének egyik legjobb játékosának tekintik.
A 2010-es NBA-draft során egy csapat se választotta ki. Smith játszott a legtöbb csapatban az NBA történetében, 13 franchise színeit viselte: Houston Rockets (2010–2011), Memphis Grizzlies (2011), Golden State Warriors (2011–2012), Orlando Magic (2012–2013), Milwaukee Bucks (2013), Phoenix Suns (2013–2014), Oklahoma City Thunder (2014–2015), Philadelphia 76ers (2015; 2015–2016), New Orleans Pelicans (2015), Detroit Pistons (2016–2019), Washington Wizards (2019–2021; 2022), Charlotte Hornets (2021–2022, 2023–2024) és Denver Nuggets (2022–2023).

## Statisztika

### Egyetem
| Év        | Csapat                    | JM  | KM | JP/M | MG%  | 3P%  | BD%  | LP/M | GP/M | L/M | B/M | P/M  |
| --------- | ------------------------- | --- | -- | ---- | ---- | ---- | ---- | ---- | ---- | --- | --- | ---- |
| 2006–2007 | Wake Forest Demon Deacons | 31  | 30 | 29,9 | .429 | .354 | .462 | 3,8  | 6,0  | 1,2 | 0,0 | 8,7  |
| 2007–2008 | Wake Forest Demon Deacons | 30  | 30 | 32,1 | .426 | .338 | .291 | 3,4  | 4,7  | 1,3 | 0,1 | 8,6  |
| 2008–2009 | Wake Forest Demon Deacons | 29  | 0  | 22,0 | .430 | .241 | .789 | 2,7  | 3,4  | 0,9 | 0,0 | 6,2  |
| 2009–2010 | Wake Forest Demon Deacons | 31  | 31 | 36,8 | .420 | .222 | .494 | 4,9  | 6,0  | 1,7 | 0,6 | 13,2 |
| Karrier   | Karrier                   | 121 | 91 | 30,3 | .425 | .301 | .484 | 3,7  | 5,1  | 1,3 | 0,2 | 9,2  |

### NBA

#### Alapszakasz
| Év         | Csapat                | JM  | KM  | JP/M | MG%  | 3P%  | BD%  | LP/M | GP/M | L/M | B/M | P/M  |
| ---------- | --------------------- | --- | --- | ---- | ---- | ---- | ---- | ---- | ---- | --- | --- | ---- |
| 2010–2011  | Houston Rockets       | 28  | 3   | 11,8 | .386 | .375 | .700 | 1,5  | 2,3  | 0,5 | 0,1 | 3,4  |
| 2010–2011  | Memphis Grizzlies     | 15  | 0   | 7,5  | .344 | .000 | .455 | 0,3  | 1,0  | 0,3 | 0,0 | 4,5  |
| 2011–2012  | Golden State Warriors | 6   | 1   | 10,5 | .400 | .400 | .500 | 1,5  | 1,5  | 0,7 | 0,0 | 5,7  |
| 2011–2012  | Orlando Magic         | 20  | 0   | 8,6  | .373 | .250 | .750 | 1,3  | 1,6  | 0,6 | 0,1 | 2,6  |
| 2012–2013  | Orlando Magic         | 36  | 3   | 10,5 | .336 | .235 | .429 | 1,3  | 1,6  | 0,4 | 0,2 | 7,4  |
| 2012–2013  | Milwaukee Bucks       | 16  | 0   | 8,6  | .395 | .400 | –    | 0,9  | 1,9  | 0,5 | 0,2 | 2,4  |
| 2013–2014  | Phoenix Suns          | 70  | 1   | 14,4 | .423 | .043 | .564 | 1,8  | 2,6  | 0,7 | 0,2 | 3,7  |
| 2014–2015  | Oklahoma City Thunder | 30  | 0   | 5,2  | .333 | .200 | .667 | 0,9  | 0,9  | 0,1 | 0,0 | 1,2  |
| 2014–2015  | Philadelphia 76ers    | 25  | 14  | 27,1 | .398 | .309 | .583 | 2,9  | 6,1  | 1,3 | 0,2 | 12,0 |
| 2015–2016  | New Orleans Pelicans  | 27  | 3   | 22,9 | .430 | .303 | .767 | 3,4  | 5,7  | 0,9 | 0,2 | 8,9  |
| 2015–2016  | Philadelphia 76ers    | 50  | 50  | 32,4 | .405 | .336 | .669 | 4,3  | 7,0  | 1,3 | 0,4 | 14,7 |
| 2016–2017  | Detroit Pistons       | 81  | 32  | 24,1 | .439 | .267 | .706 | 2,9  | 5,2  | 0,8 | 0,4 | 9,4  |
| 2017–2018  | Detroit Pistons       | 82* | 35  | 24,9 | .486 | .347 | .698 | 2,7  | 4,4  | 0,8 | 0,2 | 10,9 |
| 2018–2019  | Detroit Pistons       | 56  | 0   | 22,3 | .419 | .326 | .758 | 2,6  | 3,6  | 0,5 | 0,2 | 8,9  |
| 2019–2020  | Washington Wizards    | 68  | 23  | 26,3 | .447 | .367 | .721 | 3,2  | 4,9  | 0,9 | 0,4 | 10,9 |
| 2020–2021  | Washington Wizards    | 44  | 1   | 21,0 | .434 | .367 | .576 | 3,4  | 3,9  | 0,7 | 0,3 | 6,7  |
| 2021–2022  | Charlotte Hornets     | 37  | 1   | 13,8 | .395 | .400 | .632 | 1,5  | 2,6  | 0,5 | 0,3 | 4,5  |
| 2021–2022  | Washington Wizards    | 28  | 0   | 22,0 | .457 | .357 | .600 | 3,0  | 5,2  | 1,0 | 0,5 | 8,6  |
| 2022-2023† | Denver Nuggets        | 43  | 0   | 9,3  | .397 | .167 | .500 | 1,3  | 2,3  | 0,2 | 0,2 | 2,5  |
| 2023-2024  | Charlotte Hornets     | 43  | 5   | 17,2 | .418 | .500 | .750 | 1,8  | 3,4  | 0,4 | 0,1 | 3,2  |
| Karrier    | Karrier               | 805 | 172 | 19,2 | .429 | .325 | .676 | 2,4  | 3,8  | 0,7 | 0,2 | 7,1  |

#### Play-in
| Év      | Csapat             | JM | KM | JP/M | MG%  | 3P%   | BD%  | LP/M | GP/M | L/M | B/M | P/M  |
| ------- | ------------------ | -- | -- | ---- | ---- | ----- | ---- | ---- | ---- | --- | --- | ---- |
| 2021    | Washington Wizards | 2  | 0  | 24,2 | .667 | 1.000 | .667 | 6,0  | 4,5  | 1,5 | 0,5 | 12,5 |
| Karrier | Karrier            | 2  | 0  | 24,2 | .667 | 1.000 | .667 | 6,0  | 4,5  | 1,5 | 0,5 | 12,5 |

#### Rájátszás
| Év      | Csapat             | JM | KM | JP/M | MG%  | 3P%  | BD%  | LP/M | GP/M | L/M | B/M | P/M |
| ------- | ------------------ | -- | -- | ---- | ---- | ---- | ---- | ---- | ---- | --- | --- | --- |
| 2011    | Memphis Grizzlies  | 5  | 0  | 2,0  | .667 | —    | —    | 0,4  | 0,4  | 0,2 | 0,0 | 0,8 |
| 2012    | Orlando Magic      | 1  | 0  | 5,0  | —    | —    | —    | 1,0  | 0,0  | 0,0 | 1,0 | 0,0 |
| 2013    | Milwaukee Bucks    | 4  | 0  | 2,8  | .000 | —    | —    | 0,3  | 0,8  | 0,0 | 0,0 | 0,0 |
| 2019    | Detroit Pistons    | 4  | 0  | 20,3 | .263 | .143 | .750 | 2,8  | 3,5  | 0,8 | 0,3 | 6,0 |
| 2021    | Washington Wizards | 5  | 0  | 22,2 | .372 | .286 | —    | 3,2  | 2,8  | 1,4 | 0,4 | 6,8 |
| 2023†   | Denver Nuggets     | 4  | 0  | 2,9  | .500 | —    | —    | 0,3  | 0,3  | 0,0 | 0,0 | 0,5 |
| Karrier | Karrier            | 23 | 0  | 10,0 | .333 | .214 | .750 | 1,4  | 1,5  | 0,5 | 0,2 | 2,8 |